# Iwan Kulyk (Bischof)

Wappen von Iwan Kulyk

Iwan Kulyk (ukrainisch Іва́н Кули́к, russisch Иван Кулик; * 16. März 1979 in Perewoloka, Ukrainische SSR, Sowjetunion, heute Ukraine) ist ein ukrainischer Geistlicher und ukrainisch griechisch-katholischer Bischof von Kamjanez-Podilskyj.

## Leben
Iwan Kulyk begann 1997 am Priesterseminar in Ternopil das Studium der Philosophie und der Katholischen Theologie, das er später am Priesterseminar in Lublin fortsetzte. Er wurde 2004 zum Diakon geweiht und empfing am 8. Mai 2005 durch den Weihbischof in Ternopil-Sboriw, Wassyl Semenjuk, das Sakrament der Priesterweihe.
Anschließend wurde Kulyk für weiterführende Studien nach Rom entsandt, wo er 2009 am Päpstlichen Patristischen Institut Augustinianum ein Lizenziat im Fach Patrologie erwarb. Von 2006 bis 2009 war er zudem Seelsorger für die in Cattolica, Pesaro, Padua, Este, Thiene, Bassano del Grappa und Chioggia lebenden ukrainisch griechisch-katholischen Gläubigen. 2009 wurde Iwan Kulik Pfarradministrator der Pfarrei Santi Sergio e Bacco in Rom und 2013 schließlich deren Pfarrer.
Die Synode der Bischöfe der ukrainischen griechisch-katholischen Kirche wählte ihn zum ersten ukrainisch griechisch-katholischen Bischof von Kamjanez-Podilskyj. Diese Wahl bestätigte Papst Franziskus am 10. September 2019. Der Großerzbischof von Kiew-Halytsch, Swjatoslaw Schewtschuk, spendete ihm am 1. Dezember desselben Jahres in der Mariä-Geburt-Kathedrale in Chmelnyzkyj die Bischofsweihe. Mitkonsekratoren waren der Apostolische Visitator für die in Italien und Spanien lebenden ukrainisch griechisch-katholischen Gläubigen, Dionisio Lachovicz OSBM, und der Erzbischof von Ternopil-Sboriw, Wassyl Semenjuk.